# Kloneus harroverii
Kloneus harroverii är en fjärilsart som beskrevs av Clark 1923. Kloneus harroverii ingår i släktet Kloneus och familjen svärmare. Inga underarter finns listade i Catalogue of Life.